# Lisa Holm
Anna Elisabet (Lisa) Holm, född 3 oktober 1888 i Stockholm, död där 8 oktober 1976, var en svensk skådespelare, dansare och sångerska verksam vid bland annat Oscarsteatern. Hon var från 1915 gift med skådespelaren Vilhelm Bryde. De är begravda på Solna kyrkogård. Arkitekten Lars Bryde var deras son.

## Filmografi
- 1910 – Two-step
- 1911 – Pas de deux och Brahms Ungerska danser
- 1912 – Kolingens galoscher
- 1912 – Två svenska emigranters äfventyr i Amerika
- 1912 – Samhällets dom
- 1915 – Är dansen på förfall?
- 1919 – Synnöve Solbakken

## Bilder

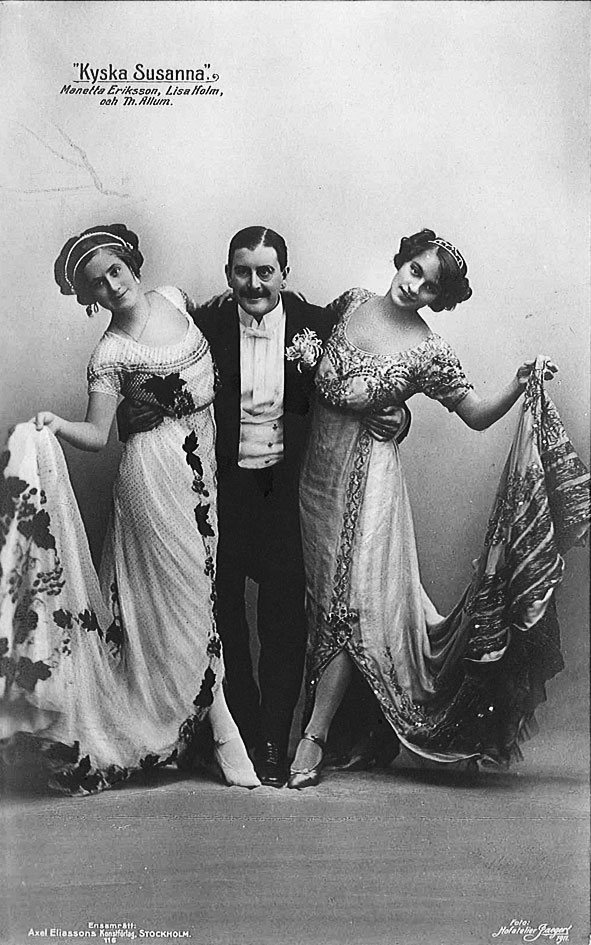
Lisa Holm (till höger) med Manetta Ryberg och Thorleif Allum som René i operetten Kyska Susanna på Oscarsteatern 1911.
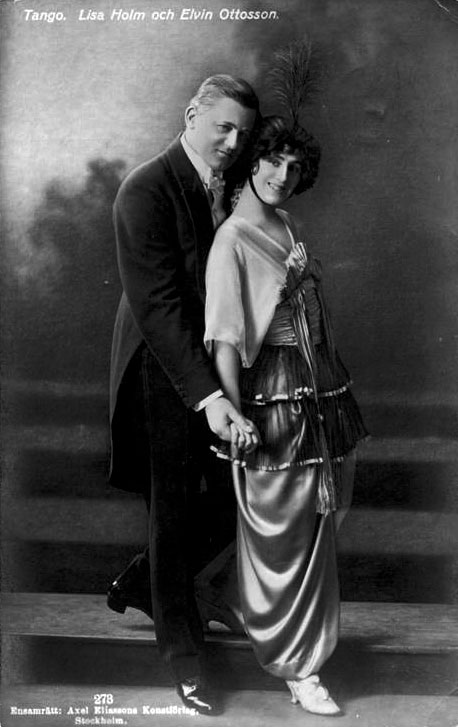
Elvin Ottoson mot Lisa Holm i Tango